# Лотон (Мичиген)
Лотон (енгл. Lawton) град је у америчкој савезној држави Мичиген.

## Демографија
По попису из 2010. године број становника је 1.900, што је 41 (2,2%) становника више него 2000. године.
| Група             | 2000.         | 2010.         |
| Белци             | 1.581 (85,0%) | 1.662 (87,5%) |
| Афроамериканци    | 23 (1,2%)     | 13 (0,7%)     |
| Азијати           | 1 (0,1%)      | 1 (0,1%)      |
| Хиспаноамериканци | 216 (11,6%)   | 187 (9,8%)    |
| Укупно            | 1.859         | 1.900         |